# Programa Nuclear Paralelo

Presidente Fernando Collor simbolicamente encerra o programa de explosivos da Aeronáutica jogando uma pá de cal no poço de testes da Serra do Cachimbo, em 1990

O Programa Nuclear Paralelo, oficialmente Programa Autônomo de Tecnologia Nuclear (PATN), foi uma iniciativa brasileira para dominar a tecnologia do ciclo do combustível nuclear, desenvolvida à parte do programa nuclear "oficial" instituído pelo acordo nuclear Brasil-Alemanha, e portanto, "paralela". Instituído em 1979, durante a ditadura militar, teve a participação da Comissão Nacional de Energia Nuclear (CNEN) e dos ministérios da Marinha, Exército e Aeronáutica, sob a coordenação de uma secretaria geral vinculada à Presidência da República. O PATN foi criado sob sigilo e era imune às salvaguardas e inspeções internacionais do programa "oficial". Ele veio a público ao final da ditadura, em 1985, e foi desmantelado e unificado ao programa civil no governo Collor, simbolicamente com a cerimônia de fechamento do campo de testes de explosivos nucleares da Serra do Cachimbo, em setembro de 1990.
Institutos de pesquisa civis e militares já desenvolviam atividades nucleares desde os anos 1950. O PATN coordenou-os para chegar a uma alternativa às frustrações brasileiras com o acordo com a Alemanha. Oficialmente ele visava "desenvolver a competência nacional a fim de condicionar um amplo emprego de energia nuclear, permitindo a propulsão naval e a produção de explosivos nucleares para fins pacíficos". Segundo publicações na imprensa em 1990, investigações do PATN pelo Congresso descobriram que o Instituto de Estudos Avançados havia projetado duas bombas atômicas. Algumas pesquisas sobre armas nucleares ocorreram sob o PATN e havia facções militares favoráveis à sua produção, mas esse não era o foco do programa. O pensamento predominante entre militares e diplomatas era que bastaria uma capacidade latente de militarizar o urânio enriquecido para dissuadir potenciais adversários — no caso, a Argentina — de obter uma bomba equivalente.
Cada uma das três Forças Armadas seguiu uma linha diferente para o enriquecimento de urânio: a Marinha com o Projeto Ciclone, de ultracentrifugação, visando um submarino nuclear (Projeto Remo), o Exército com o Projeto Atlântico, de produção de grafita e plutônio, e a Aeronáutica com o Projeto Solimões, de enriquecimento por laser visando produzir explosivos nucleares de fins pacíficos e fornecer energia para satélites. O CNEN administrava os projetos Procon, Celeste e Metalurgia para a produção de compostos de urânio, reprocessamento de combustível para a produção de plutônio, preparação de urânio metálico e controle radiométrico e ambiental. Dentre os programas militares, só o da Marinha teve sucesso e sobreviveu ao ocaso do PATN, envolvendo-se no setor nuclear civil e dando continuidade ao projeto do submarino nuclear. Segundo José Goldemberg, secretário da Ciência e Tecnologia do governo Collor, em 1990 o programa do Exército ainda vivia em estágios primitivos, e o da Aeronáutica, embora um pouco melhor, alcançou "não mais do que você poderia esperar de um estudante de mestrado nos Estados Unidos".